# Кундрюченский (Орловский район)
Кундрюченский — хутор в Орловском районе Ростовской области.
Входит в состав Луганского сельского поселения.

## История
Хутор основан на землях, относившихся до 1884 года к Калмыцкому округу, а впоследствии к Сальскому округу Области Войска Донского. В Алфавитном списке населенных пунктов Области войска Донского 1915 года хутор упомянут как относящийся к юрту станицы Орловской. Согласно списку на хуторе имелось 125 дворов, проживало 556 мужчин и 468 женщин.
Согласно первой Всесоюзной переписи населения 1926 года население хутора составило 1244 жителя, из них великороссов — 1016, украинцев - 226. На момент переписи хутор являлся административным центром Кундрюченского сельсовета Пролетарского района Сальского округа Северо-Кавказского края.

## География
Кундрюченский расположен в пределах Сальско-Манычской гряды Ергенинской возвышенности, являющейся частью Восточно-Европейской равнины, при вершине балки Двойная (по правой стороне), на высоте около 120 метров над уровнем моря. Рельеф местности холмисто-равнинный. В балке Двойная имеются пруды. Почвы — чернозёмы южные. Почвообразующие породы — глины и суглинки.
По автомобильной дороге расстояние до Ростова-на-Дону составляет 267 км, до районного центра посёлка Орловский — 18 км, до административного центра сельского поселения хутора Луганский — 12 км.
Часовой пояс
Кундрюченский, как и вся Ростовская область, находится в часовой зоне МСК (московское время). Смещение применяемого времени относительно UTC составляет +3:00.

## Население
Динамика численности населения
| 1915 | 1926 |
| ---- | ---- |
| 1024 | 1244 |

| 2010 |
| ---- |
| 375  |

## Список улиц
| - пер. Донской, - пер. Колхозный, - пер. Кооперативный, - пер. Мирный, - пер. Первомайский, - пер. Почтовый, - пер. Степной, - пер. Тракторный, | - ул. Волгоградская, - ул. Красных Партизан, - ул. Московская, - ул. Набережная, - ул. Ростовская, - ул. Транспортная, - ул. Школьная. |